# 新潟県道364号一村尾六日町線
新潟県道364号一村尾六日町線（にいがたけんどう364ごう ひとむらおむいかまちせん）は、新潟県南魚沼市内を通る一般県道である。

## 概要

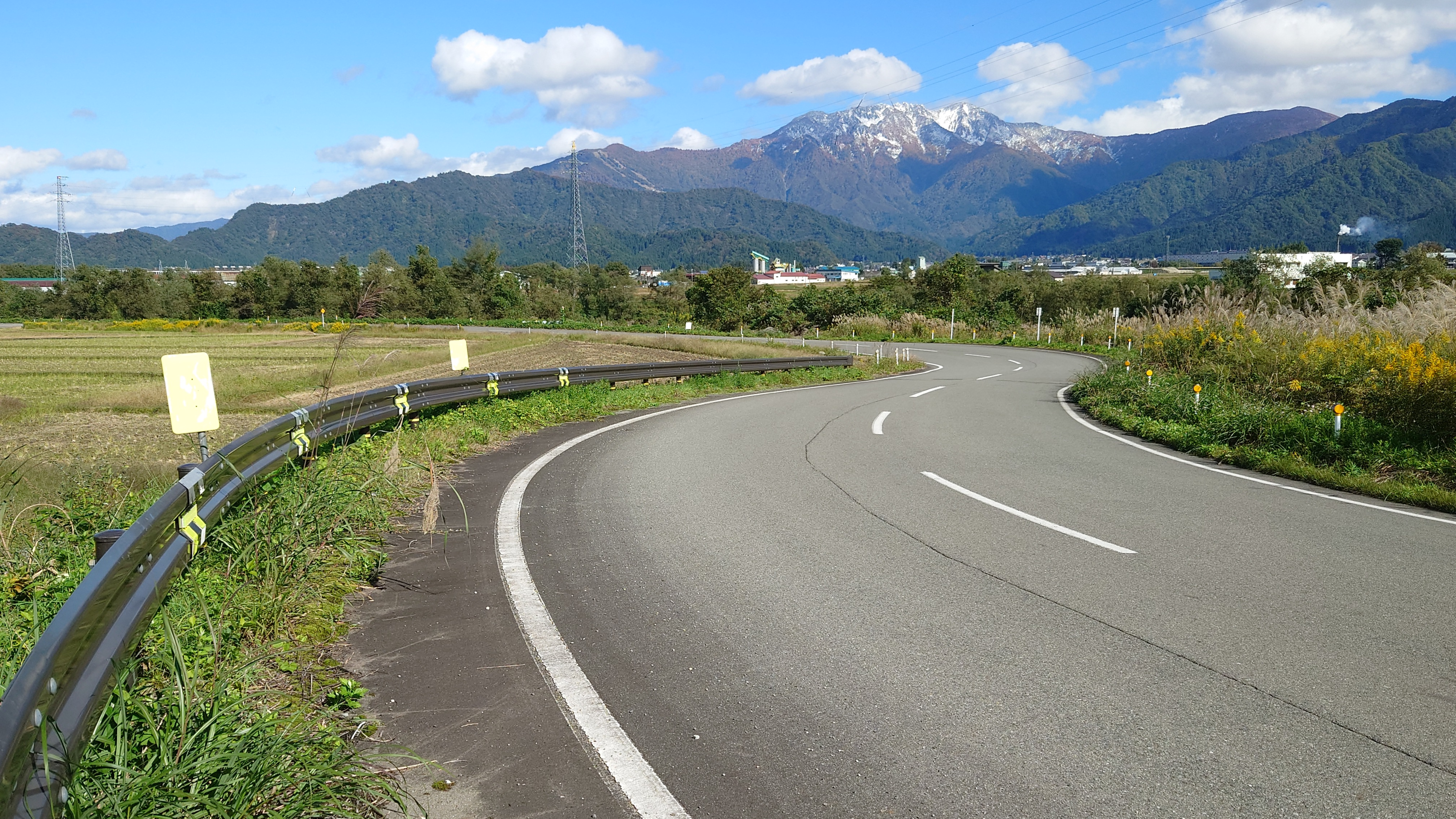
新潟県道364号

路線名の「六日町」は、終点付近の旧自治体名（新潟県南魚沼郡六日町）に由来する。
起点の一村尾字家酒町より寺尾字追出に掛けて、旧国道17号(三国街道)を含む経路を取る。

### 路線データ
- 起点：新潟県南魚沼市一村尾字家酒町（新潟県道58号小千谷大和線・新潟県道266号一村尾大崎線交点）
- 終点：新潟県南魚沼市八幡字家浦（国道17号交点）

## 地理

### 通過する自治体
- 新潟県
南魚沼市

### 交差する道路
- 新潟県道58号小千谷大和線（起点：南魚沼市一村尾字家酒町）
- 新潟県道266号一村尾大崎線（南魚沼市一村尾字家酒町（起点） - 南魚沼市一村尾（「薮神郵便局」前・「国道17号」交点）で重複）
- 国道17号（三国街道）（南魚沼市一村尾（「薮神郵便局」前） - 九日町交差点で重複）
- 新潟県道130号中条五日町停車場線（南魚沼市五日町、「五日町駅」西方）
- 新潟県道234号桐沢麓五日町停車場線（南魚沼市五日町地内（「五日町駅」西方 - 「五日町駐在所」前）で重複）
- 新潟県道214号城内焼野線（南魚沼市青木新田）
- 国道17号（三国街道）（終点：南魚沼市八幡字家浦）

### 沿線
- JR上越線
  - 五日町駅 - 六日町駅
- 北越急行ほくほく線
  - 六日町駅
- 関越自動車道 六日町IC
- 新潟地方法務局南魚沼支局
- 日本年金機構六日町年金事務所
- 一般財団法人新潟県環境分析センター魚沼支部
- 医療法人越南会 五日町病院 - ウェイバックマシン（2005年3月17日アーカイブ分）
- 南魚沼市役所
- 新潟県立八海高等学校
- 新潟県立六日町高等学校
- 南魚沼市立六日町中学校
- 南魚沼市立薮神小学校
- 南魚沼市立五日町小学校
- 南魚沼市立大巻小学校
- 南魚沼市立北辰小学校
- ゆきぐに信用組合五日町支店
- JAみなみ魚沼
  - 藪神支店
  - 大巻支店
  - 六日町支店
- 薮神郵便局
- 五日町郵便局
- 六日町郵便局
- 四十日簡易郵便局
- 六日町田中町簡易郵便局
- 魚沼二日町簡易郵便局
- 中越住電装 浦佐工場（住友電装グループ）
- ダイトゴム 新潟工場
- イエローハット 六日町店
- ミスタータイヤマン 六日町
- タイヤ館 六日町
- ヤマダ電機 テックランド六日町店
- 洋服の青山 六日町店
- 蔦屋書店 六日町店
- ドラッグマックス 六日町店
- 六日町駅前ショッピングセンター ラ・ラ
- 魚野川
- 五日町スキー場